# Курбанов, Магомедхабиб Исаевич
Магомедхабиб Исаевич Курбанов (10 февраля 1962) — советский и российский футболист, полузащитник и нападающий, почти всю свою игровую карьеру провёл в махачкалинских клубах «Динамо» и «Анжи». Мастер спорта СССР и заслуженный работник физической культуры и спорта Республики Дагестан.

## Карьера
В 1979 году в 16 лет Магомедхабиб Курбанов был принят в футбольную секцию к тренеру Александру Жерноклееву, откуда перешёл в махачкалинское «Динамо», где играл в одной команде с Александром Маркаровым и Семеном Валявским. Владимир Гомленко вспоминает, что по приходе в «Динамо» он был настолько скромным, что не притронулся к еде во время обеда перед игрой. В 1980 году один сезон провёл за костромской «Спартак», после чего вернулся в «Динамо». В 1982 году Курбанов был приглашён в сборную РСФСР на место центрального полузащитника. С 1981 по 1989 годы провёл за Динамо 242 матча, в которых забил 43 мяча. В 1990 году вместе с Камилём Асеевы, Владимиром Гомленко и Сергеем Мозговым перешёл в черкесский «Нарт». С 1992 года Курбанов играл за махачкалинский «Анжи». В течение двух первых сезонов был капитаном команды. В сезоне 1995/96 годов «Анжи» в Кубке России в 1/16 финала сенсационно победил чемпионов страны «Аланию», далее обыграв сочинскую «Жемчужину» на выезде со счетом 3:0. В 1/4 финала махачкалинцы в Москве проиграли со счетом 1:2 «Динамо». Во всех этих матчах Курбанов показывал достойную игру в линии полузащиты. В 1997 Курбанов завершил карьеру футболиста.
С 1999 года стал работать в должности старшего тренера махачкалинского «Динамо», также за клуб в том сезоне провёл 4 матча во втором дивизионе. В 2000 году работал тренером под руководством Леонида Назаренко. В 2002 году перешёл на работу в РДЮСШОР № 2, где директором работает его друг и бывший одноклубник Александр Маркаров. В 2003 году тренировал команду «Дагестанец», а в следующем сезоне был наставником карабудахкентского клуба «Газпром-Бекенез». С 2006 по 2007 годы работал одним из тренеров «Анжи».

## Личная жизнь
Сын — Мурад, также профессиональный футболист, выступал за «Анжи».